# Hintereisferner
Der Hintereisferner in den Ötztaler Alpen ist mit einer Fläche von etwas weniger als 7 km² einer der größten Gletscher Tirols.

## Lage und Form

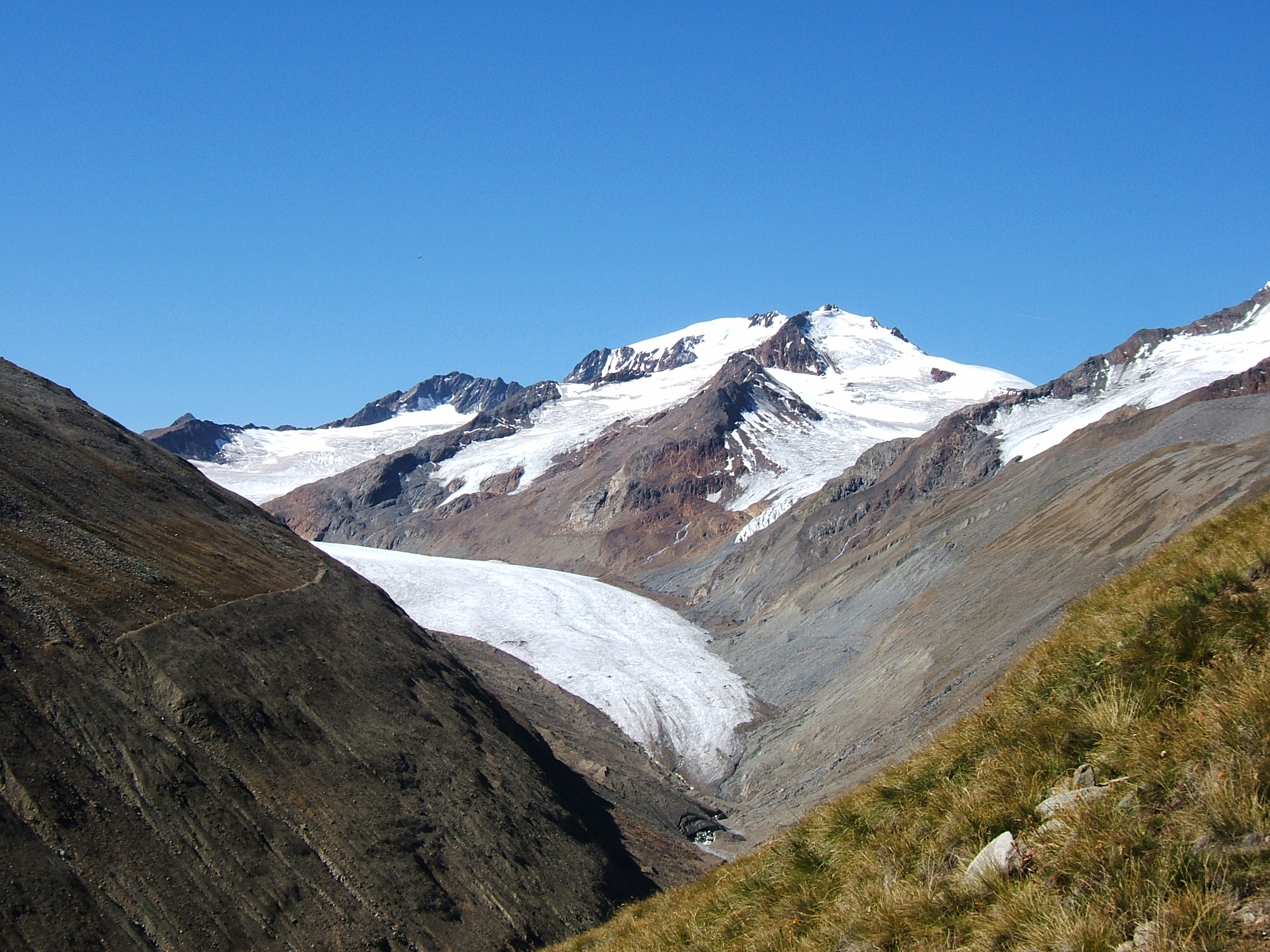
Hintereisferner (2006) von Nordosten, oberhalb des Hochjochhospiz

Der Hintereisferner liegt am Alpenhauptkamm im Rofental, einer Verlängerung des Venter Tals, das wiederum ein Seitental des Ötztals ist. Von der 3738 m hohen Weißkugel fließt der etwas weniger als 7 Kilometer lange Hintereisferner zuerst ostwärts und dann nordostwärts ins Rofental.
Der Hintereisferner ist ein typischer alpiner Talgletscher mit einer langen ausgeprägten Zunge, die in einem gleichmäßig geneigten Trogtal liegt. Das Firngebiet des Hintereisferners wird im Südosten begrenzt durch die Gipfel
Im Hintern Eis (3270 m), Teufelsegg (3226 m) und die Innere Quellspitze (3516 m), im Nordwesten durch die Langtauferer Spitze (3529 m) und die Weißkugel.

## Wissenschaft

Karte des Hintereisferners von 1899 (Adolf Blümcke und Hans Hess)

Am Hintereisferner wird seit über 100 Jahren Gletscherforschung betrieben. Die Durchbohrung des Eises an mehreren Stellen um 1900 führte zur Entwicklung der Fließtheorie von Gletschereis. Die vom Institut für Meteorologie und Geophysik der Universität Innsbruck durchgeführten Massenbilanzmessungen stellen eine der weltweit längsten Zeitreihen dar. Auf dem Ostgrat der Langtauferer Spitze, der zum Gletscher hinunterzieht, stehen in 3026 m Höhe eine Wetterstation und etwas unterhalb dieser ein Ombrometer.
Seinen Höchststand in der jüngeren Geschichte erreichte der Hintereisferner 1850, als seine Zunge über den Zufluss des Hochjochbachs hinaus bis unter die Rofenbergalm reichte, was einer Länge von 10 km entsprach. Noch bis etwa 1920 mündete der Kesselwandferner in den Hintereisferner. Von Westen mündete bis 1999 der Langtaufererjochferner in einer Höhe zwischen 2700 m und 2800 m in den Hintereisferner.
Seit 1850 hat sich das Volumen des Hintereisferners auf ein Drittel reduziert und erreicht noch etwa 0,5 km3. Derzeit ist seine Zunge hoch mit Schutt bedeckt, so dass ihre Schmelze verlangsamt ist.
Ein schneearmer Winter und ein heißer Sommer haben 2022 5 % der Masse des Gletschers gekostet. Der Hintereisferner ist der erste Gletscher weltweit für den jährlich der Gletscherschwundtag bestimmt wird.

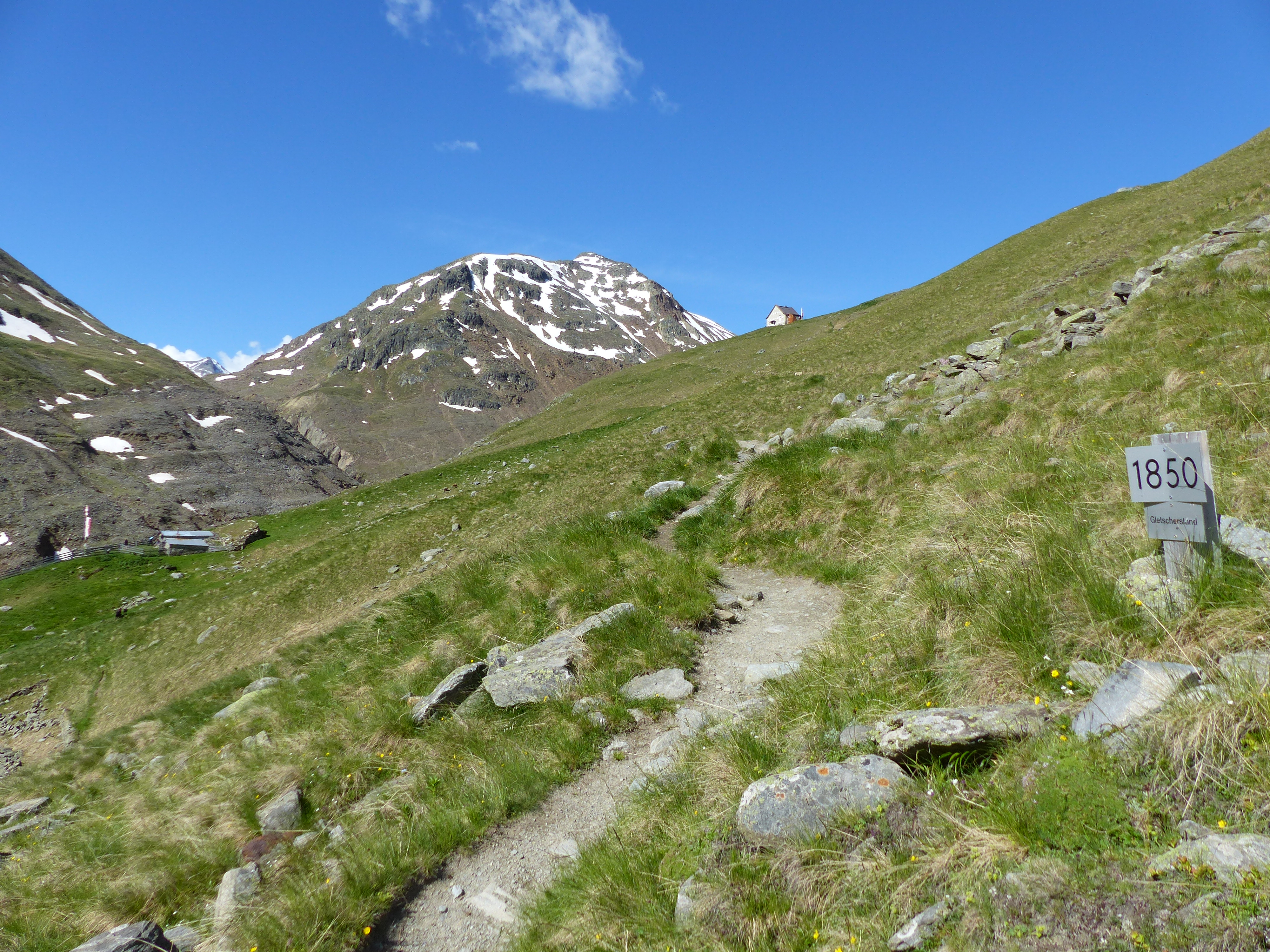
Markierung oberhalb des Höchststandes von 1850 am Aufstiegsweg zum Hochjochhospiz. Links die Rofenbergalm.
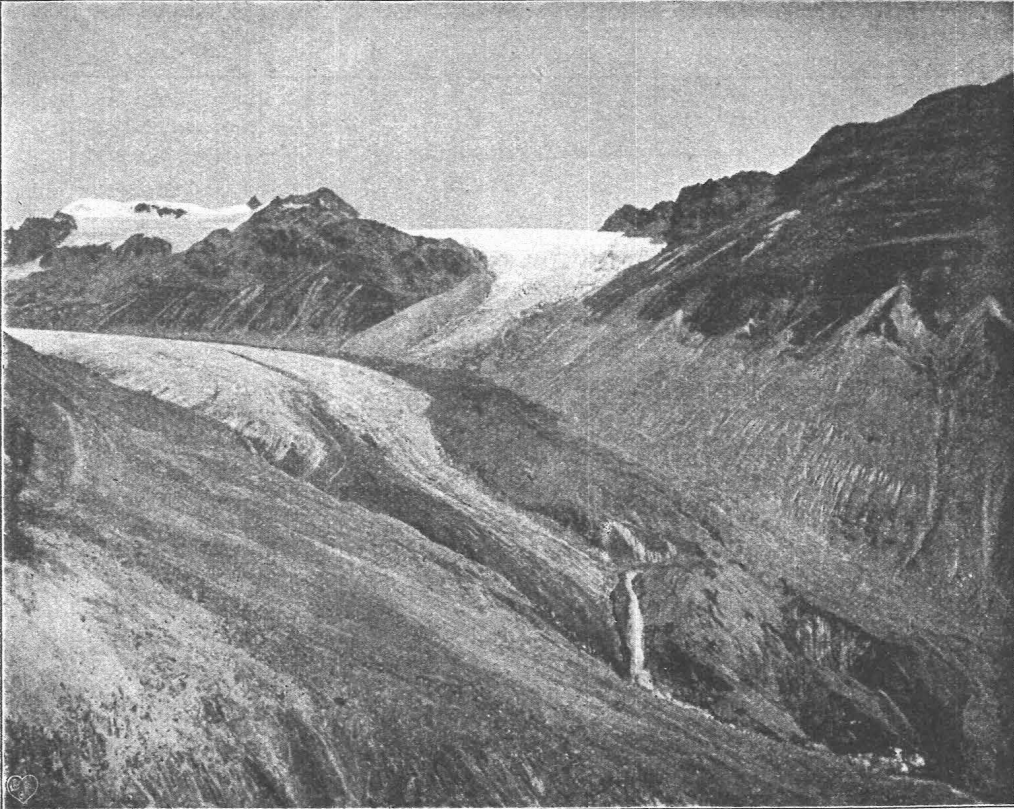
Blick vom auf den alten Hochjochhospiz im Jahr 1895
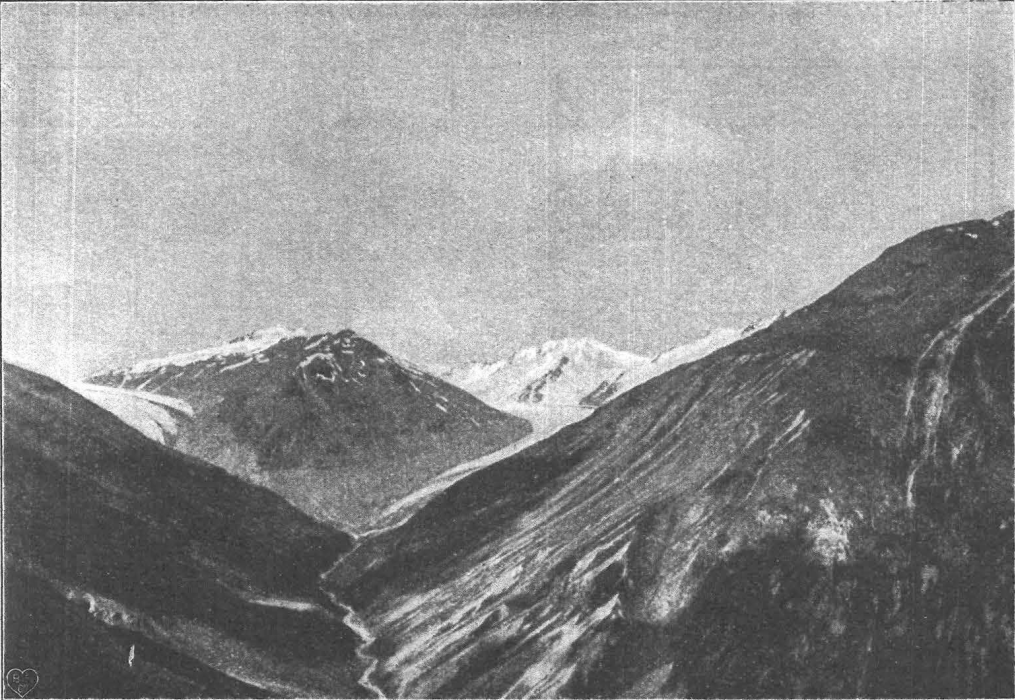
Das Rofental im Jahr 1898 mit Hochjochferner und Hintereisferner
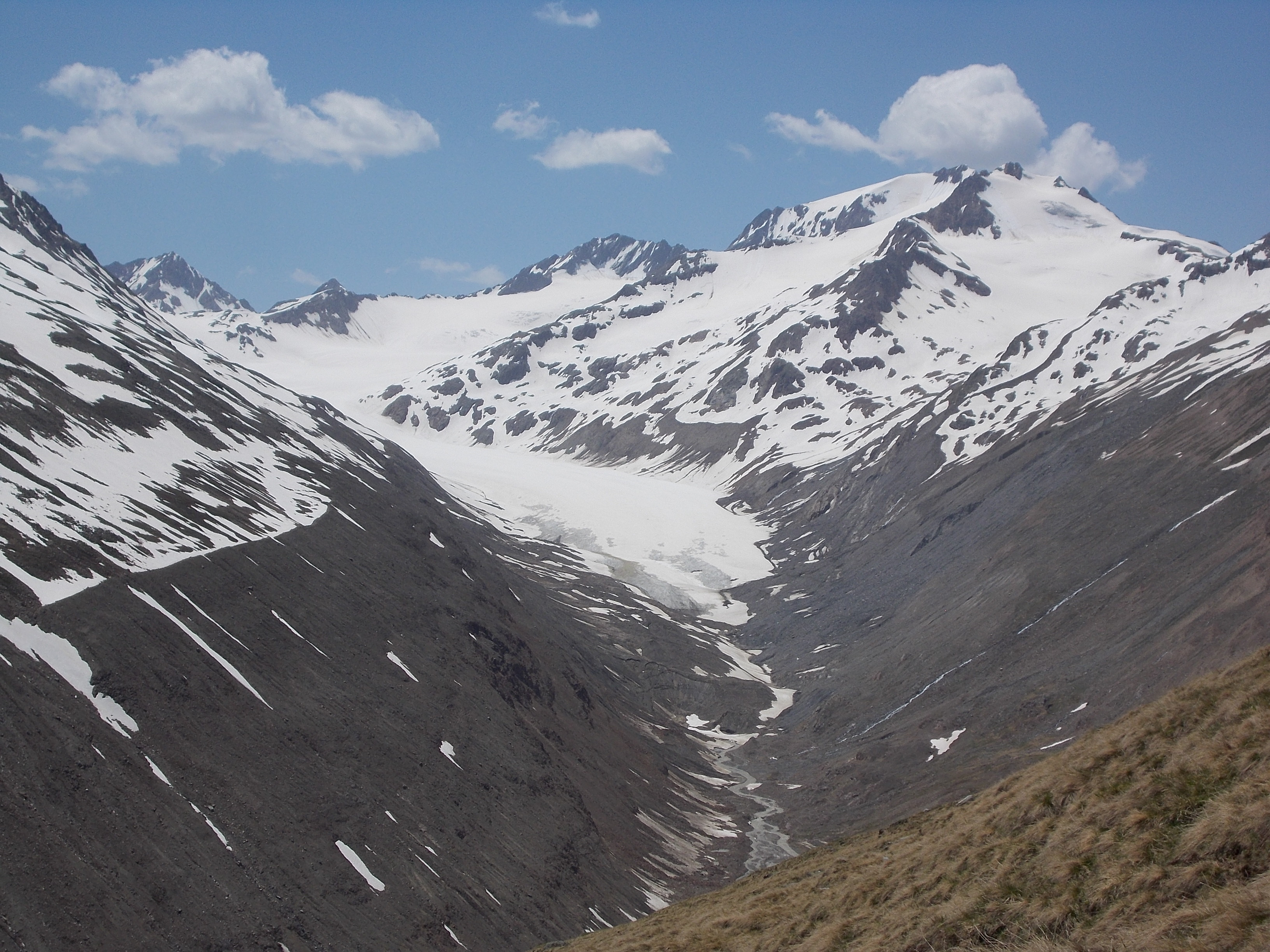
Hintereisferner im Jahr 2019: Die Moräne links zeigt den Gletscherhöchststand.